# 電波科学専門学校
電波科学専門学校（でんぱかがくせんもんがっこう）は、1944年（昭和19年）4月、財団法人国防理工学園により設立された私立の旧制専門学校である。

## 沿革
- 1944年（昭和19年）
  - 1月 - 電波科学専門学校（電波工業学校・電波兵器技術錬成所を併設）の設立を決議。
  - 4月18日 - 電波科学専門学校を開校。
  - 4月18日 - 入学式を挙行。
- 1945年（昭和20年）
  - 8月15日 - 法人名を財団法人東海学園に変更。
  - 8月15日 - 航空科学専門学校と電波科学専門学校を合併して、東海専門学校と改称。
  - 9月 - 東京都中野区江古田の校舎を、東京都北多摩郡府中町に移転させ府中分校となる。
- 1948年（昭和23年）
  - 3月 - 府中分校を三保校舎に移転。

## 校長
- 仁科芳雄